# Попов, Алексей Николаевич (игрок в мини-футбол)
Алексей Николаевич Попов (род. 6 марта 1980, Запорожье) — украинский игрок в мини-футбол, вратарь. С 2018 года старший тренер норильского клуба «Норильский Никель».

## Биография
Алексей Попов родился в спортивной семье. Мама в тот момент была членом сборной СССР по легкой атлетике, а отец был членом сборной СССР по тяжелой атлетике. Оба – мастера спорта СССР. Старший брат Андрей тоже занимался футболом
Воспитанник запорожской СДЮШОР «Металлург». Первый тренер – Николай Скрильник. В дальнейшем улучшал мастерство под руководством Равиля Шарипова и Евгения Булгакова. В 1995 году выиграл два юношеских чемпионата Украины (для игроков 1980 и 1978 гг. н.
Полгода пробыл в основной команде под руководством Александра Томаха. В сезоне 1996/97 молодой вратарь попал в заявку на два последних матча с киевским «Динамо» (15.06.1997) и запорожским «Торпедо» (23.06.1997). В начале следующего сезона оказался в заявке на игру с тернопольской «Нивой» (09.08.1997). После этого один из партнеров президента и спонсоров «Металлурга» организовал свой мини-футбольный клуб, куда перешли четверо молодых игроков «Металлурга», включая Попова.
В «Виннер Форд–Университет» вратарь провел два сезона, после чего команду расформировали.  Перед стартом сезона 1999/2000 года Попов перешел  «Запорожкокс» из Запорожья. После двух сезонов в составе запорожского клуба, вратарь получил предложение от киевского ИнтерКрАЗа. Но в конце концов оказался в донецком ФК«Шахтёр», в составе которого стал трёхкратным чемпионом Украины и трёхкратным обладателем кубка Украины по мини-футболу. В составе «горняков» Попов выступал в течение 2001-2005 гг. 7 октября 2002 года дебютировал в Кубке УЕФА в матче «Шахтер»-«Торнио»
С 2005 — игрок московского клуба «Динамо», куда его лично пригласил президент клуба Константин Еременко. В его составе стал шестикратным чемпионом и пятикратным обладателем кубка России, победителем Кубка УЕФА по мини-футболу 2006/07. В конце 2005 года принял российское гражданство, чтобы не считаться там легионером. В "Динамо" играл до лета 2013г. 
Летом 2013 года подписал контракт с другим московским клубом «Дина». После вступления в силу лимита на легионеров в трансферное окно перешёл в состав азербайджанского клуба «Араз» на правах аренды. По окончании сезона стал свободным агентом и пополнил ряды «Норильского Никеля». В сезоне 2014/15 с новой командой дошел до финала Кубка России.
В 2017 году получил научную степень доктора философии по физической культуре и спорту (кандидат наук)
25 мая 2018 года Попов официально объявил об окончании карьеры игрока. И вошёл в тренерский штаб МФК "Норильский Никель" в качестве старшего тренера клуба. В сезоне 2019-2020 МФК "Норильский Никель" стал обладателем Кубка России. В сезонах 2020-21, 2021-22 бронзовым призёром российской суперлиги

28 сентября 2000 дебютировал в составе сборной Украины в матче отборочного турнира к чемпионату Европы против сборной Латвии (10:1). Вместе со сборной Украины по мини-футболу дважды становился серебряным призёром чемпионата Европы 2001, 2003. Также играл на чемпионате мира 2004 года. На чемпионате Европы 2005 года был основным вратарем, выйдя в стартовом составе во всех 5 матчах, причем в матче против сборной России был признан лучшим игроком встречи. В 2002 году в составе студенческой сборной Украины Попов ездил на чемпионат мира среди студентов, где он во всех пяти матчах выходил в основном составе и завоевал бронзовые награды.
26 октября 2020 получил «В»-диплом УЕФА по футзалу
Основатель, и главный судья премии Jogel 5 на 5 
Выпускник совместной программы HSE/FIFA/CIES "Executive Programm in Sports Management" -2021
Постоянный эксперт на телеканале Матч ТВ.

## Достижения
- Чемпион Украины по мини-футболу (3): 2002, 2004, 2005
- Обладатель Кубка Украины по мини-футболу (3): 1999, 2003, 2004
- Чемпион России по мини-футболу (6): 2005/06, 2006/07, 2007/08, 2010/11, 2011/12, 2012/13
- Обладатель Кубка России по мини-футболу (5): 2008, 2009, 2010, 2011, 2013
- Чемпион Азербайджана по мини-футболу 2014
- Обладатель Кубка УЕФА по мини-футболу: 2006/07
- Серебряный призёр Чемпионата Европы по мини-футболу (2): 2001, 2003
- Обладатель Межконтинентального Кубка по мини-футболу: 2013
- Серебряный призёр Кубка УЕФА по мини-футболу (2): 2011/12, 2012/13
- Бронзовый призёр Кубка УЕФА по мини-футболу: 2013/14